# Cobalus
Cobalus là một chi bướm ngày thuộc họ Bướm nâu.